# Cupra Raval
Cupra Raval — электромобиль, представленный испанской компанией SEAT в 2021 году.

## Описание
Первый прототип Cupra Raval был представлен 1 сентября 2021 года на Международном автомобильном салоне в Германии.
В мае 2023 года было объявлено, что серийная версия концепта UrbanRebel будет называться Cupra Raval. Автомобиль спроектирован и разработан в Барселоне.
Производство намечено на 2025 год в Мартореле, Испания.

## Технические характеристики
Cupra UrbanRebel разработан на платформе MEB концерна Volkswagen. Концепт-кар имеет задний диффузор, интегрирующий щит и большой прямоугольный спойлер, который включает в себя световую подпись в нижней части со светодиодной полосой с логотипом Cupra, подсвеченным в центре.
UrbanRebel оснащён электродвигателем мощностью 250—320 кВт (340—435 л. с.).

## Галерея

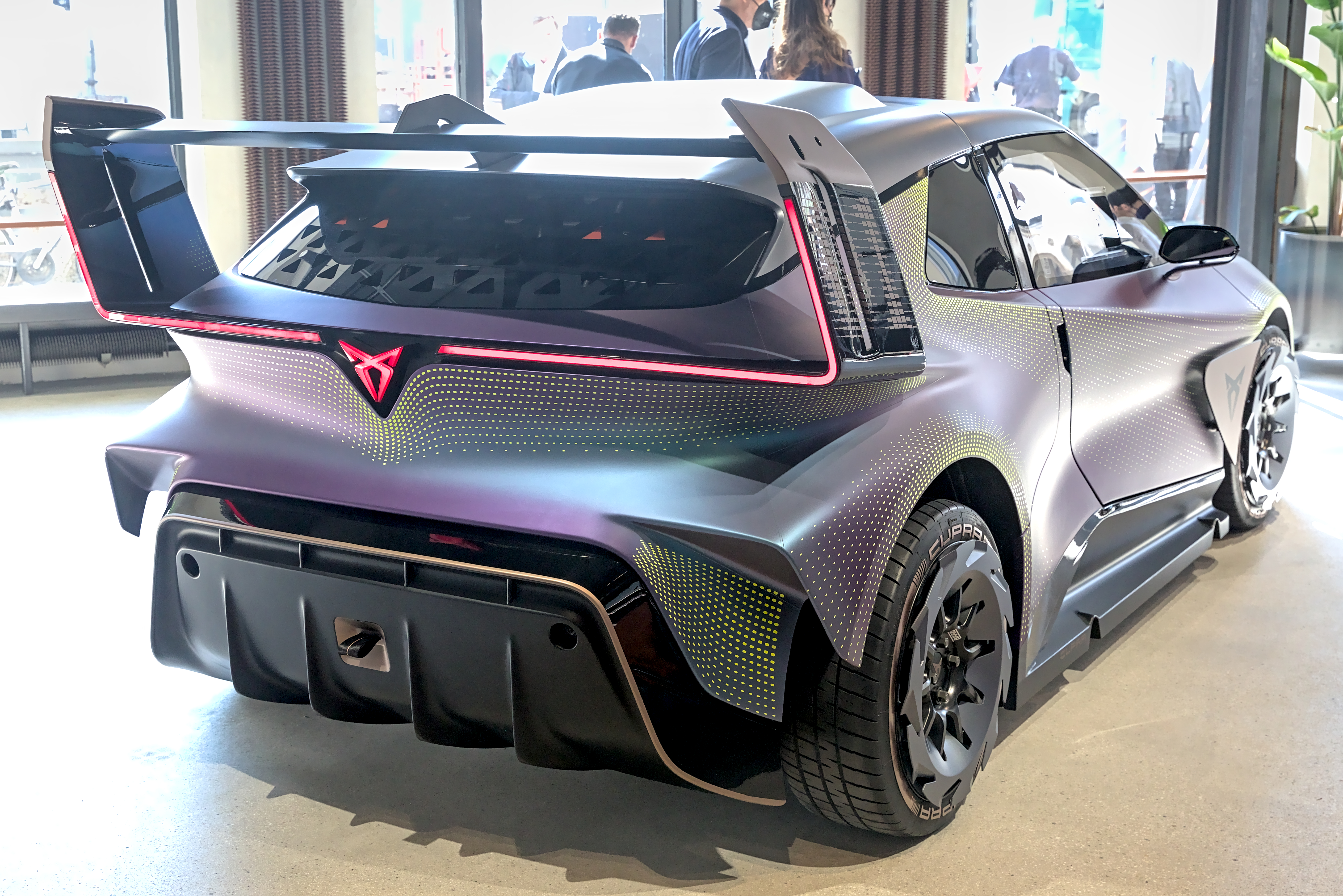
Вид сзади
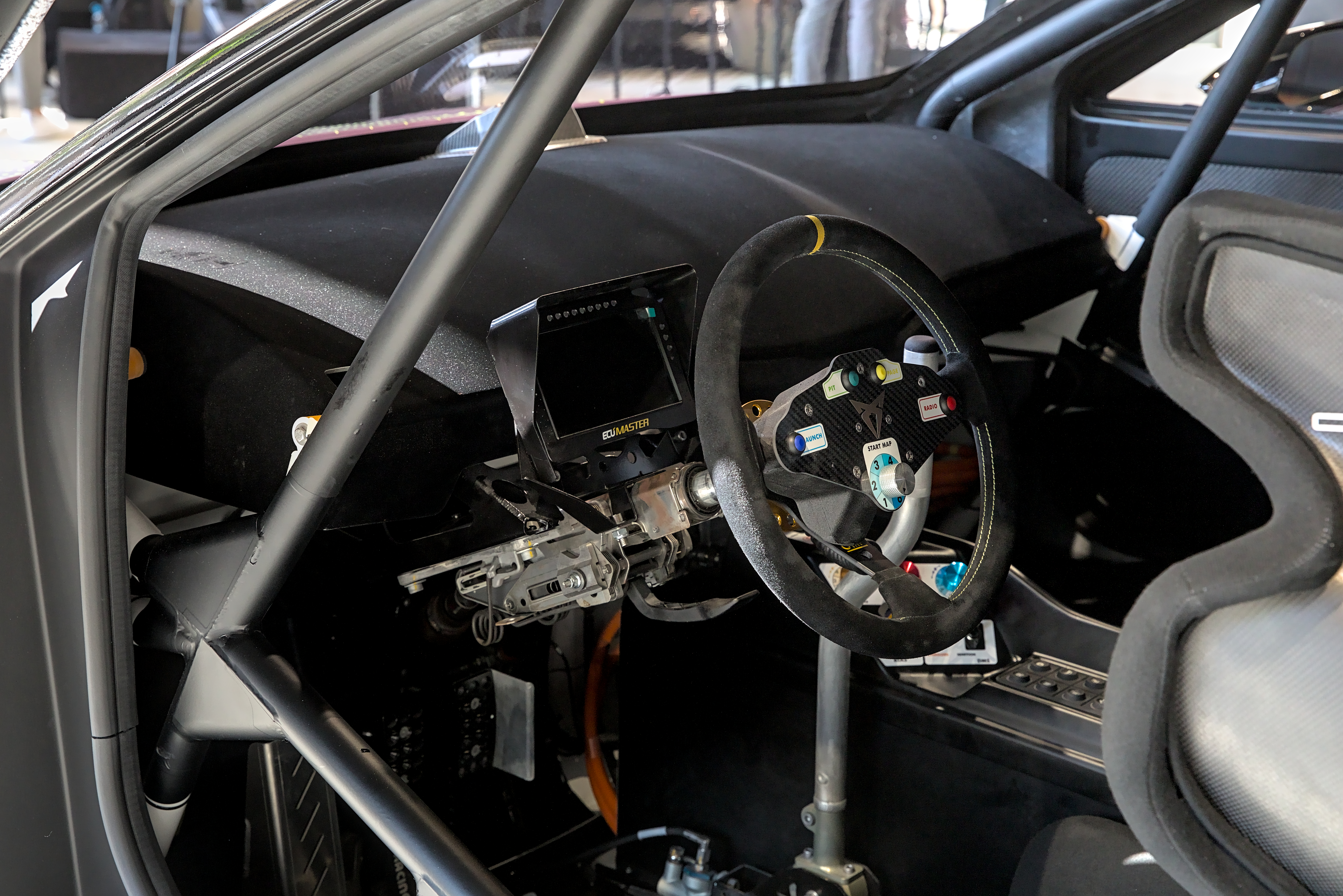
Интерьер